# 奥村具知
奥村 具知（おくむら ともちか、元和8年（1622年） - 延宝7年2月18日（1679年3月29日））は、江戸時代前期の越中国富山藩前田家の家老。富山県富山市の史跡のひとつ「七面堂」の創立者。通称として蔵人の官職を僭称した。
常陸国笠間藩（赤穂藩への移封前）浅野家の筆頭家老大石良勝の三男として生まれる。母は大石良定の三女。兄に大石良欽（赤穂藩筆頭家老1500石）と大石良重（赤穂藩家老400石）がいる。弟に小山良秀と大石良次がいる。姉に進藤長定（公家近衛家の諸大夫）の室。妹に進藤俊順（赤穂藩士。進藤俊式の父）の室がいる。
庶子であるため、富山藩前田家の重臣家奥村家の養子に入る。富山藩では800石を支給され、家老職をつとめた。万治の頃、所領である富山呉羽山紅葉坂の地に御堂を建て、ここに甲斐国身延山（山梨県南巨摩郡身延町）の七面大明神と同じ木像を作って祀った。のちにここは「七面堂」と呼ばれ、歴代富山藩主に拝まれる場所となった。地元の稲荷神社にも七面堂の分霊として七面大明神が祭神として合祀されている。
5男2女あり。次男は富山藩家臣の不破家に、三男の直貞は、富山藩家老家の富田家（6500石）に養子に入っている。延宝7年（1679年）に死去。享年58。